# 根木内城
根木内城（ねぎうちじょう）は、現在の千葉県松戸市根木内字城ノ内にあった日本の城。

## 概要
寛正3年（1462年）高城胤忠の築城とされるが（『高城家文書』『日本城郭大系』）、永正5年（1508年）高城胤吉の築城とする伝承もある（『小金城主高城家之由来』、ただし、同書の記述の前後関係から大永5年（1525年）の誤記とする説もある）。栗ケ沢城に代わる高城氏の拠点として機能し、天文6年（1537年）小金城を築いて移るまで、同氏の本拠であった。

## 構造
富士川の支流により開析された谷に東西を挟まれた半島状台地先端に占地し、南端の台地繋がりを空堀で遮断し、その内部を城の内付近の郭を中心に大きく六つに区分する構造となっていた。また、大手から300m程南東に空堀及び土塁痕が近年まで残っていたと伝わり、城域は更に南に拡がっており、南北600mの規模を有したものと考えられている。
大手付近の郭と主郭の間には小郭が設けられており、更にその小郭と主郭の間に馬出し郭が設けられていた。また、大手、小郭虎口、馬出し郭それぞれを守る、空堀へ突出した櫓台が設けられ、台地繋がりの南方に向けて厳重な構えとなっていた。

## 考古資料

### 遺構
比較的規模の大きな城であったが、現在は国道6号に分断され、国道北西側の遺構は目先の開発を優先した宅地化で完全に失われている。一方の国道南東側は、整備され、2006年4月22日に根木内歴史公園として開園した。空堀、土塁、郭等が良く残っている。